# قاموس المتشكك
قاموس المتشكك (بالإنكليزية: The Skeptic's Dictionary) هي عبارة عن مجموعة من المقالات المتشككة التي تمت الإشارة إليها من قِبل روبرت تود كارول، ونشرت على موقعه الإلكتروني skepdic.com وفي كتاب مطبوع. تم إطلاق موقع skepdic.com في عام 1994 وتم نشر الكتاب في عام 2003 مع ما يقرب من 400 مدخل. اعتبارًا من يناير 2011، يحتوي الموقع على أكثر من 700 مشاركة. يقدم دليل لأدلة شاملة من مجلد واحد على معلومات متشككة حول الموضوعات العلمية الزائفة، الخوارق، والسحر، يحتوي على مراجع نحو سبعمائة مرجع لمزيد من المعلومات التفصيلية. وفقًا للغطاء الخلفي للكتاب، تتلقى النسخة الإلكترونية حوالي 500000 زيارة شهريًا.
يهدف قاموس المتشككين، وفقًا لمقدمة الكتاب، إلى تقديم موازنة صغيرة إزاء العدد الضخم من أدبيات الغموض والخوارق؛ وليس تقديم وجهة نظر متوازنة عن موضوعات الغيبيات.

## الاستقبال
علق روي هربرت في مراجعته للنسخة الورقية المكتوبة لمجلةنيو ساينتيست بأنه كتاب «جمع بشكل مدهش، وكتب بأناقة واستعمل العقلانية، مع ملاحظة ساخرة هنا وهناك»، وأن «هذا العمل الرائع من المحتمل أن يستخدم بتكرار في كثير من الأحيان لهذا، أنه لأمر مؤسف أنه كتاب ذو غلاف رقيق.» صرّح متشكك انكوايرر بأنه «كتاب ينبغي أن يكون عنصرًا أساسيًا في الحمية الغذائية التي يقدمها الجميع في الحزمة التي نقدمها عند الولادة لمساعدتنا على تجنب مخاطر العيش في عالم مليء بالأفكار السيئة والوعود الفارغة». وصفها أيضًا جاري جيسون، أستاذ الفلسفة في جامعة ولاية كاليفورنيا بأنه «... كتاب مرجعي جيد لصف التفكير الناقد».

## روابط خارجية
- الموقع الرسمي